# Pseudacraea lucretia
Pseudacraea lucretia là một loài bướm ngày thuộc họ Nymphalidae. Nó được tìm thấy ở Africa.
Sải cánh dài 60–72 mm đối với con đực và 65–68 mm đối với con cái. Con trưởng thành bay quanh năm, nhiều nhất vào từ tháng 1 đến tháng 7.
Ấu trùng ăn Mimusops obovata, Mimusops zeheri, Mimusops caffra, Englerophytum magalismontanum và Chrysophyllum viridifolium.

## Phụ loài
- Pseudacraea lucretia lucretia (Senegal đến Nigeria)
- Pseudacraea lucretia apaturoides (C. & R. Felder, [1867]) (Madagascar)
- Pseudacraea lucretia tarquinia (Trimen, 1868) (East Cape đến bắc KwaZulu-Natal)
- Pseudacraea lucretia protracta (Butler, 1874) (Cameroon đến Angola, Zaire, Uganda, nam Sudan, tây Tanzania, tây Kenya)
- Pseudacraea lucretia expansa Butler, 1878 (South Africa (tỉnh Limpopo và Mpumalanga) Zimbabwe, Malawi, Zambia, Mozambique, phía đông đến thung lũng Rift ở Tanzania và Kenya)
- Pseudacraea lucretia comorana Oberthür, 1890 (quần đảo Comoro, Anjouan)
- Pseudacraea lucretia walensensis (Sharpe, 1896) (nam Ethiopia)
- Pseudacraea lucretia gamae Joicey & Talbot, 1927 (Principe, São Tomé)
- Pseudacraea lucretia karthalae Collins, 1991 (quần đảo Comoro)

## Hình ảnh

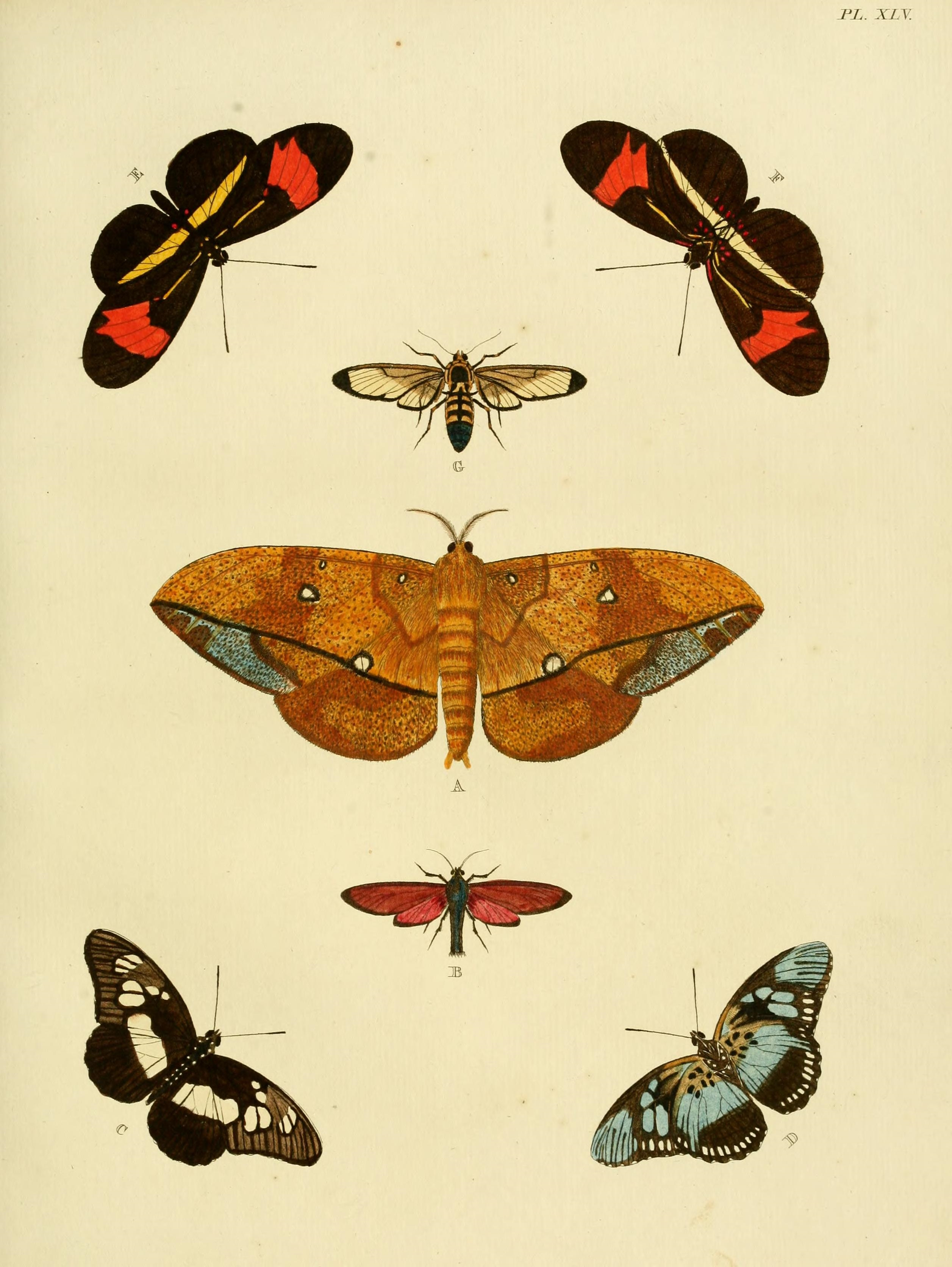
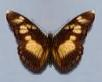